# Digitalis ciliata
Digitalis ciliata är en grobladsväxtart som beskrevs av Ernst Rudolf von Trautvetter. Digitalis ciliata ingår i släktet fingerborgsblommor, och familjen grobladsväxter. Inga underarter finns listade i Catalogue of Life.

## Bildgalleri

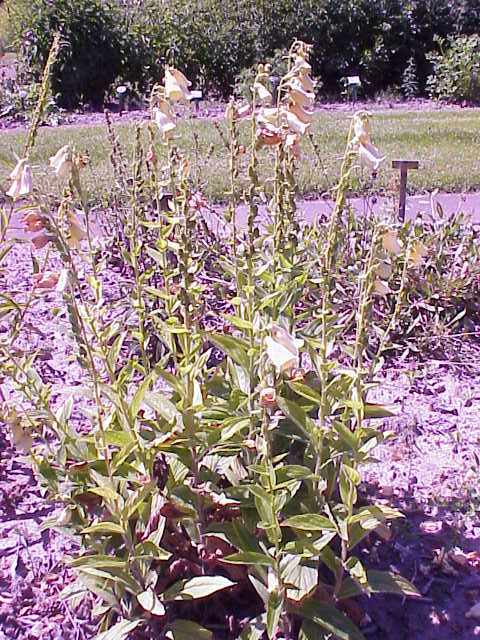